# Jan González de Castrillo
Svatý Jan González de Castrillo nebo Jan ze Sahagunu, také Jan Sahagunský (asi 1430?, Sahaguna, Španělsko – 11. června 1479, Salamanca, Španělsko) byl knězem augustiniánského řádu. Katolická církev jej uctívá jako světce.

## Život
Jan González de Castrillo se narodil v Sahaguně ve Španělsku asi v roce 1430, přesné datum není známo. Pro své rodiče byl dítětem takřka vymodleným a dostalo se mu v rodině láskyplné péče. Snažili se jej hmotně zabezpečit a proto jej určili pro duchovní dráhu. Vzdělání dostal u benediktinů. Ve dvaceti letech byl společníkem biskupa z Burgosu, který jej také v roce 1456 vysvětil na kněze. Jeho oblíbeným místem byl kostel burgosského kláštera augustiniánů, kde se také Jan stal svědkem zázračného uzdravení člověka stiženého dnou, který prosil u kříže.
Jana ale tento život jej neuspokojoval, toužil po dokonalejší službě Bohu a po usebraném životě. Vyprosil si u biskupa uvolnění, zřekl se všeho, co mu biskup za setrvání nabízel a vzal pouze chudé místo kaplana kostela sv. Agáty v Burgosu, o které sám biskupa požádal. Ve třiceti letech v roce 1460 se odebral do Salamanky, kde po čtyři roky studoval. Stal se věhlasným řečníkem ve věci duchovní tematiky. Žil velice asketicky a konal kající skutky. Podařilo se mu pomocí modliteb a sebezáporů usmířit dva šlechtické rody, kteří mezi sebou měli nepřátelství, jež se neobešlo bez prolití krve. Jan onemocněl a před složitou operací učinil slib, že pokud přežije, stane se řeholníkem. Operace dopadla dobře, Jan se uzdravil a dle svého slibu vstoupil do kláštera. Jeho působištěm se stal klášter augustiniánů poustevníků v Salamance. Dne 28. srpna 1464, v den svátku zakladatele řádu – sv. Augustina, velkého teologa a biskupa, složil slavné sliby. Poměrně brzy poté byl zvolen převorem kláštera.
Jan byl horlivým kazatelem a zpovědníkem. Proslul jako ochránce a podporovatel prostých dělníků. Naprosto nepokrytě z kazatelny Jan kritizoval zlořády tehdejší doby, jako byl útlak chudých či pohoršlivé odívání, které v té době nosily ženy. Velmi málo spal, hodně času trávil modlitbou. Modlitbou se připravoval na slavení Mše svaté, kterou sloužil denně ráno. Jeho celebrace se dle legend obvykle neobešla bez mystických zážitků. Byl velkým ctitelem Nejsvětější Svátosti.
Vypráví se, že jistá žena svedla mladíka, ten se u Jana vyzpovídal, načež jej Jan přivedl k pokání a mladík za čas vstoupil do kláštera. Žena, jež mladíka svedla, prorokovala Janovi do roka smrt. To se skutečně stalo a Jan za rok zemřel na otravu jedem. Zemřel připraven na setkání s Bohem a s modlitbou za nepřátele. To bylo v roce 1479, kdy Janovi bylo 49 let. Pohřben byl v Salamance, svém působišti. Kanonizován byl roku 1690.

## Citáty
| „ | Kazatel musí být v srdci odhodlán hlásat pravdu, i kdyby měl za ni podstoupit smrt. | “ |